# Ooencyrtus bicolor
Ooencyrtus bicolor är en stekelart som beskrevs av Girault 1915. Ooencyrtus bicolor ingår i släktet Ooencyrtus och familjen sköldlussteklar. Inga underarter finns listade i Catalogue of Life.